# Compsagis intermedius
Compsagis intermedius är en kackerlacksart som beskrevs av Karlis Princis 1963. Compsagis intermedius ingår i släktet Compsagis och familjen jättekackerlackor. Inga underarter finns listade i Catalogue of Life.